# Шолойко Анастасія Карпівна
Анастасі́я Ка́рпівна Шоло́йко (5 січня 1913, село Шолойки, тепер Козелецького району Чернігівської області — ?) — передовик сільського господарства Української РСР, ланкова колгоспу імені Жданова Козелецького району Чернігівської області, Герой Соціалістичної Праці (30.04.1966). Обиралась депутатом Верховної Ради Української РСР 6-го (1963—1967) та 7-го (1967—1971) скликань.

## Життєпис
Народилася у селянській родині. З початку 1930-х років працювала у колгоспі. З 1933 року — ланкова колгоспу імені Жданова з центральною садибою у селі Лемеші Козелецького району Чернігівської області.
З 1970-х років — на пенсії у Козелецькому районі Чернігівської області.

## Нагороди
Указом Президії Верховної Ради СРСР від 30 квітня 1966 року «за успіхи, досягнуті у збільшенні виробництва і заготівель картоплі, овочів, плодів і винограду», Шолойко Анастасії Карпівні присвоєне звання Героя Соціалістичної Праці з врученням ордена Леніна (№ 306667) і золотої медалі «Серп і Молот» (№ 14257).